# Chetogena tricholygoides
Chetogena tricholygoides är en tvåvingeart som beskrevs av Mario Bezzi 1928. Chetogena tricholygoides ingår i släktet Chetogena och familjen parasitflugor. Inga underarter finns listade i Catalogue of Life.